# Der Vampyr (Hohlbein)
Der Vampyr (erschienen im Jahr 2000) ist ein historisch-phantastischer Roman von Wolfgang Hohlbein und der zweite Band der Chronik der Unsterblichen. Die Geschichte um zwei Vampire im Transsilvanien des 15. Jahrhunderts setzt den ersten Band, Am Abgrund, fort.

## Handlung
Andrej Delãny, Schwertmeister und – wie er erst jüngst erfahren hat – ein fast unsterblicher Vampyr, macht sich mit seinem Schützling Frederic auf, die Überlebenden ihres zerstörten Dorfes zu retten, die an den nubischen Piraten und Sklavenhändler Abu Dun verkauft wurden. Doch die Verfolgung seines Sklavenschiffs treibt die beiden direkt in die Hände ihres Gegners. Nach einigen kleinen Kämpfen vereinbaren sie einen Handel mit ihm: er wird ihre Angehörigen freilassen, wenn Andrej, dessen überragende Kampfkunst er bereits beobachten konnte, ihm ein Jahr lang als Leibwächter dient.
Schon am nächsten Tag wird Abu Duns Schiff im dichten Nebel von der Möwe, dem Schiff des Inquisitors Domenicus, angegriffen und in Brand gesteckt. Abu Dun, Andrej und Frederic springen im darauf folgenden Chaos über Bord und schwimmen ans Ufer. Bald schon stoßen sie auf die Ritter des Drachenordens, angeführt von dem grausamen Fürsten Tepesch, einem Adligen und Kriegsherrn, der in seiner blutroten Rüstung Schrecken unter den türkischen Invasoren aus dem Osten sät.
Doch die Menschen in dieser Gegend sind nicht nur vom heraufziehenden Krieg geplagt, sondern auch von brutalen Morden, bei denen die Opfer regelrecht in Stücke gerissen und ihr Blut getrunken wird. Andrej ahnt nichts Gutes und bricht am nächsten Morgen mit seinen Gefährten auf, das Lager der Ordensritter zu finden. Auf dem Weg erfahren sie von einigen türkischen Kriegern, dass Sultan Selic ein Heer aufgestellt hat, um die Drachenritter zurückzuschlagen und weiter nach Westen vorzudringen. Die Türken geben sich durch Abu Duns Vermittlung freundlich, als plötzlich von allen Seiten vermummte Männer auf sie einstürmen; unter der Führung eines rotgewandeten Ritters werden sie niedergemetzelt. Andrej greift ihn an, aber der Ritter ist ihm überlegen und lässt ihn niederschlagen.
Als Andrej erwacht, ist er gefesselt und wird dem roten Ritter vorgestellt, der sich als Fürst Tepesch entpuppt. Er eröffnet ihm, dass nicht nur er, Frederic und Abu Dun seine Gäste sind, sondern auch Inquisitor Domenicus und seine Schwester Maria, Andrejs Geliebte. Sie genießen seinen Schutz und fordern Andrejs Auslieferung. Tepesch ist jedoch bereit, ihn entkommen zu lassen, wenn er und Abu Dun im Gegenzug in das türkische Heerlager schleichen und den Sultan töten. Frederic bleibt solange als Geisel in der Burg zurück.
Schließlich willigt Andrej widerwillig ein und erlebt gemeinsam mit Abu Dun ein grausiges Gemetzel, das Tepesch und die anderen im türkischen Heerlager anrichten; Sultan Selic wird lebendig gepfählt. Tepeschs Leibwächter Vlad lässt Frederic und Abu Dun  später zu einem geheimen Treffpunkt kommen, wo er ihnen eröffnet, dass er weiß, was sie sind. Er bietet ihnen an, sie alle sicher außer Landes zu bringen, wenn sie im Gegenzug Tepesch töten, der, wie er sagt, immer mehr zu einem Ungeheuer wird.
Als sie aufbrechen, den Fürsten zu töten, geraten sie in seinem Gemach in eine Falle: Tepesch hat sie erwartet und einen seiner Leibwächter, den goldenen Ritter Körber, bereitgestellt, ihn zu schützen. Andrej kann ihn jedoch in einem heftigen Schwertkampf töten und sein Blut trinken, wodurch die immense Kraft und Erfahrung des älteren Vampirs auf ihn übergeht. Danach wollen sie mit Frederic fliehen, werden aber von Vlad überrascht, der sie von Armbrustschützen umzingeln lässt und ihnen seine wahre Identität offenbart: er ist Fürst Vladimir Tepesch III. Draculea, und der Mann, den sie für den Fürsten hielten, ist der wahre „Vlad“. Die gesamte Mission war ein ausgeklügelter Plan, um Andrejs Fähigkeiten zu testen und ihn nach vollendeter Schlacht wegzusperren.
Maria besucht Andrej später in seinem Verlies und spricht lange mit ihm über seine Vergangenheit und ihren Bruder. Sie erfährt, wie viel Leid Domenicus unter angeblichen Hexen und Schwarzmagiern angerichtet hat, und beginnt, an ihm zu zweifeln. Nachdem sie gegangen ist, tritt Dracuela an ihre Stelle und offenbart Andrej, was er wirklich will: er wünscht sich, selbst zu einem Vampyr gemacht zu werden und so Unsterblichkeit zu erlangen. Andrej lehnt dies entsetzt ab.
Am nächsten Tag findet im Hof der Burg eine Art Schauprozess statt, der sich jedoch überraschend gegen den Inquisitor wendet. Dessen Leibwächter Biehler, der letzte der drei goldenen Ritter, die Andrejs Dorf überfielen, wird von Draculeas Männern gepackt und gevierteilt, während Domenicus in einem Käfig zur Schau gestellt wird. Anschließend wendet der Fürst sich an Andrej, der sein Angebot erneut ablehnt. Daraufhin erklärt Frederic sich bereit, Dracuela zum Vampyr zu machen, wenn seine Freunde dafür freigelassen werden. Andrej ist entsetzt, muss sich aber fügen und reitet nach Osten davon.
Im verwüsteten Heerlager der Türken erlöst er die Sterbenden von ihrem Leiden, stattet sich mit neuen Waffen aus und trifft auf Abu Dun, der zuvor geflohen war. Er berichtet, dass Sultan Mehmed mit einem gewaltigen Heer anrückt, um sich an Draculea für den Tod Selics zu rächen. Daraufhin kommt es zu einem Treffen mit dem Sultan, bei dem Andrej ihn bittet, das Volk und die Burg zu schonen und sich im Gegenzug bereit erklärt, ihm Dracuelas Kopf zu bringen.
So kehrt Andrej auf versteckten Pfaden in die Burg zurück, nur um dort die völlig verstörte Maria vorzufinden, die von Draculea missbraucht wurde. Sie befreien gemeinsam Domenicus, der im Sterben liegt. Maria bittet Andrej, ihren Bruder zu retten, aber er kann nichts tun – und das einzige, was den Inquisitor retten könnte, ist er nicht bereit zu tun. Stattdessen dringt er mit Abu Dun, der ihm nachgekommen ist, tiefer in die Burg ein, tötet fast beiläufig Vlad, und stellt Draculea, der dabei ist, Frederic zu foltern. Sie nehmen ihn gefangen und wollen ihn Mehmed übergeben, aber im letzten Moment tötet Frederic den Fürsten. Mehmed ersticht darauf den Jungen und kehrt mit Draculeas Kopf zu seinem Heer zurück, um den Feldzug gegen die Christen fortzusetzen.
Frederics Wunden beginnen derweil zu heilen und er kommt wieder zu sich. Doch er ist nicht mehr Frederic, denn während der Folter hat er Draculeas Seele in sich aufgenommen, seine Erfahrungen und seine abgründige Bosheit. Er ist etwas anderes geworden, und als er und Abu Dun vor der anrückenden Nachhut der Drachenritter fliehen, fragt Andrej sich entsetzt, was sie da erschaffen haben.

## Hintergrund
Dieser Band führt die Figur des walachischen Kriegerfürsten Vlad III. Drăculea in die Chronik der Unsterblichen ein, der den meisten Menschen heute als Inspiration für die Figur des Graf Dracula bekannt ist. Hohlbein hatte ihn zuvor auch schon in dem Horrorroman "Dunkel" verwendet, wo er allerdings anders dargestellt wird.
Der von Maria geäußerte Satz „Er ist nicht schwer, er ist mein Bruder.“ ist ein Zitat des im englischen Sprachraums sehr bekannten Ausspruchs „He ain't heavy, he's my Brother“.

## Ausgaben
- Wolfgang Hohlbein: Der Vampyr, vgs 1999, ISBN 3-8025-2771-2
- Wolfgang Hohlbein: Der Vampyr, Ullstein 2000, ISBN 3-548-25261-3